# Каратели (фильм)
Каратели (англ. Vigilante) — американский боевик 1983 года.

## Сюжет
Эдди Марино — фабричный рабочий в Нью-Йорке. У него есть жена Вики и восьмилетний сын Скотт. Друг и коллега Эдди, Ник, и два других сотрудника, Берк и Рамон, создали тайную группу бдительности, потому что Ник и группа сыты по горло преступлениями в своих районах. Ник и его группа также устали от полиции, потому что полиция всегда не в состоянии защитить людей. "Группа Ника" имеет поддержку различных жителей района, которые косвенно помогают им.
Однажды вечером Эдди возвращается домой с работы только для того, чтобы обнаружить, что Вики была зарезана, а Скотт был застрелен во время вторжения в дом, которое было в отместку за то, что Вики помогала служащему бензоколонки, на которого ранее напали. Ник пытается убедить Эдди присоединиться к группе линчевателей, но Эдди отвергает Ника, предпочитая, чтобы суды разбирались с Рико. Недостаток веры Ника в систему доказывается, когда Рико освобождается после того, как его правая рука Праго подкупает судью Синклера и Айзенбурга, адвоката Рико. Разъяренный Эдди нападает на судью и приговаривается к 30 суткам тюрьмы.

## В ролях
- Роберт Форстер — Эдди Марино
- Фред Уильямсон — Ник
- Ричард Брайт — Берк
- Джозеф Карберри — Рамон
- Вилли Колон — Рико
- Джо Спинелл — Айзенберг
- Кэрол Линли — Мэри Флетчер
- Стив Джеймс — патрульный Гиббонс
- Вуди Строуд — Рейк